# Митровці
Ми́тровці (болг. Митровци) — село в Монтанській області Болгарії. Входить до складу общини Чипровці.

## Населення
За даними перепису населення 2011 року у селі проживали 119 осіб, з них 116 осіб (97,5%) — болгари.
Розподіл населення за віком у 2011 році:
Динаміка населення:

## Видатні уродженці
- Маруся Іванова Любчева — болгарський політик, депутат Європарламенту.